# Берегиня (зоря)
Берегиня (HAT-P-15) — зоря у сузір'ї Персея. Перебуває на відстані 619 св. років від Землі, має екзопланету.

## Назва
У 2019 році Міжнародний астрономічний союз оголосив конкурс на назви для 100 зір та їхніх супутників. Країнам-учасникам було запропоновано придумати назву певній зорі і її планеті-супутнику. Україні запропонували обрати назву для зорі HAT-P-15 із її супутником HAT-P-15 b. Пропоновані назви мали «належати об'єктам, людям або місцевості, які мають велике і довготривале культурне, історичне чи географічне значення», або «бути тематично пов'язані з небом, астрономією, сузір'ям, в якому розташована система». Окрім цього, вони мали бути легкими для вимови і мати в латинській транскрипції довжину від чотирьох до 16 символів. Аби уникнути конфліктів, організатори не розглядали як варіанти імена політиків, військових або релігійних діячів, а також людей, які померли менше століття тому. Також не можна було висувати на голосування назви організацій або товарів, клички тварин, скорочення або спеціально придумані імена.
Результати конкурсу було оголошено 17 грудня 2019. Українці з-поміж майже сотні пропозицій обрали для зорі назву Берегиня, а для її планети — Тризуб. Як вказується у поясненні, останнім часом Берегиня отримала статус національної богині — хранительки домашнього вогнища і захисниці землі. Для екзопланети обрали ім'я Тризуб — давній слов'янський знак і герб України. Назви запропонували Оксана Жикол (Берегиня) і Вероніка Лобанська (Тризуб).
Правильною транскрипцією української назви латиницею є варіант Berehynia, проте в англомовній літературі часто використовується варіант написання Berehinya.

## Характеристика
Берегиня за своїми характеристиками схожа на Сонце: це жовтий карлик з масою і діаметром, що дорівнюють 1,01 і 1,08 сонячних відповідно. Температура поверхні зорі становить близько 5568 Кельвінів. Вік зорі оцінюється приблизно в 6,8 мільярдів років.
Планета-супутник HAT-P-15 b відкрита у 2010 році. За масою вона перевершує Юпітер майже вдвічі. Обертаючись на дуже близькій відстані від батьківської зорі (0,09 а. о.), планета має високу температуру зовнішніх шарів атмосфери — близько 904 Кельвінів. Обчислення показують, що в хімічному складі HAT-P-15 b переважають водень і гелій. Планету відкрили транзитним методом.